# Lazar BVT
Lazar BVT 8808-SR MRAP je oklopni transporter na kotačima nazvan po srpskom knezu Lazaru, koji je vodio srpsku vojsku u 14. stoljeću. Primarna zadaća Lazara je davanje posadi i članovima desanta zaštitu od mina i napada iz zasjede. Može se rabiti u specijalnim misijama u urbanim područjima i u protuterorističkim operacijama. 
Lazar BVT je razvila tvrtka Yugoimport-SDPR. Posada vozila sastoji se od tri člana i može prevesti do 10 potpuno opremljenih vojnika. Pogon je 8x8, a pokreće ga 400 KS snažan Dieselov motor. Autonomija po dobroj cesti iznosi 600 km, a najveća brzina mu je 90 km/h. Glavno naoružanje čini 20 mm automatski top koji je postavljen u kupolu koja se nalazi na krovu vozila. Sekundarno naoružanje čini 7,62 mm strojnica. Kao potpora, na obje strane vozila postavljeno je po 5 puškarnica koje su namijenjene članovima desanta. Podvozje je dodatno ojačano da bi pružilo bolju zaštitu od mina. Težina praznog vozila je 16,3 tone, a maksimalna 28 tona.

## Vanjske poveznice
- http://www.yugoimport.com/index.php
- http://www.army-guide.com/eng/product.php?prodID=4256&PHPSESSID=49961